# Johanna Magdalena av Sachsen-Weissenfels

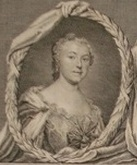
Johanna Magdalena av Sachsen-Weissenfels

Johanna Magdalene av Sachsen-Weissenfels, född 17 mars 1708, död 25 januari 1760, var en hertiginna av Kurland, gift 20 september 1730 med hertig Ferdinand Kettler av Kurland. 
Hon var dotter till hertig Johann Georg av Sachsen-Weissenfels och Fredrika Elisabeth av Sachsen-Eisenach.  Hennes äktenskap arrangerades för att förse Kurland med en tronarvinge, då hennes make var den sista av sin familj.  Vigseln ägde rum i Danzig 20 september 1730. Under sin tid som Kurlands hertiginna levde Johanna Magdalena mestadels i Danzig med maken. Äktenskapet var barnlöst.  Den 4 maj 1737 blev hon änka och återvände då till Weissenfels. Under sjuårskriget tvingades hon fly till Leipzig, där hon avled.